# Khủng hoảng chính trị Peru 2009
Cuộc khủng hoảng chính trị Peru năm 2009 là kết quả của sự phản đối liên tục đối với sự phát triển dầu mỏ ở Amazon của Peru bởi người Mỹ bản địa địa phương; họ đã phản đối Petroperú và đối chất với Cảnh sát Quốc gia. Đi đầu trong phong trào chống lại sự phát triển là Asociación Interétnica de Desarrollo de la Selva (AIDESEP), một liên minh của các tổ chức cộng đồng bản địa trong khu vực.
Theo quyết định của chính phủ để thông qua các quy định cho phép các công ty truy cập vào Amazon, người bản địa đã tiến hành hơn một năm tuyên bố chống đối và tuyên truyền để thay đổi chính sách này, bao gồm 65 ngày bất tuân dân sự. Vào tháng 6 năm 2009, chính phủ Garcia đã đình chỉ các quyền tự do dân sự, tuyên bố tình trạng khẩn cấp và gửi trong quân đội để ngăn chặn các cuộc biểu tình. Sự can thiệp của quân đội, được gọi là Baguazo, dẫn đến hai ngày đối đầu đẫm máu, dẫn đến tổng cộng 23 cái chết của cảnh sát, 10 người chết / dân thường và hơn 150 người bản địa bị thương.
Cuộc xung đột này đã được mô tả là bạo lực chính trị tồi tệ nhất của Peru trong nhiều năm và là cuộc khủng hoảng tồi tệ nhất trong nhiệm kỳ tổng thống của Alan García. Thủ tướng Yehude Simon đã buộc phải từ chức sau khi kết thúc, và Quốc hội bãi bỏ các luật dẫn đến các cuộc biểu tình.